# Gnocchi ricci
Gli gnocchi ricci sono un piatto tipico della tradizione di Amatrice, considerati più antichi dell'amatriciana, altra specialità della zona.. Sono gnocchi di colore giallo e forma ovale, preparati impastando farina, uova ed acqua calda. Si ottengono degli gnocchi che vengono poi schiacciati tra pollice ed indice, per dar loro il caratteristico riccio.
In passato erano il pasto della domenica dei nobili residenti nella cittadina, poco conosciuti invece nelle limitrofe frazioni. La ricetta originale è stata tramandata oralmente nei secoli.
Il sugo ideale per gli gnocchi ricci è quello a base di spezzatino di castrato di pecora; spesso come alternative sono utilizzati il macinato di maiale e vitellone, lo spezzatino di vitellone. Consigliata alla fine una spolverata di parmigiano e pecorino.
Da pochi anni, esiste ad Amatrice la sagra degli Gnocchi ricci, che si tiene in primavera in occasione della festa Primaverissima, con una particolarità che la distingue da altre sagre: gli gnocchi sono rigorosamente preparati manualmente.